# 紫川事件
紫川事件（むらさきがわじけん）とは、昭和38年（1963年）12月8日夜、福岡県北九州市の紫川河川敷で、暴力団・三代目山口組系地道組安藤組組員2人が、北九州の暴力団・工藤組（後の工藤會）組員の坂下繁貴ら数人に撲殺された暴力団抗争事件。
この事件を切っ掛けにして、北九州市で市民や福岡県警による「暴力追放キャンペーン」が展開された。

## 経緯
1950年（昭和25年）に、若松市（現在の北九州市若松区）の暴力団・梶原組の組員が、工藤組系草野組・草野高明組長（後の工藤會二代目）の弟を刺殺する事件が起こる。この時の事件では梶原組と草野組は手打ちせず、その後も対立が続く。
梶原組は、1963年（昭和38年）5月に三代目山口組若頭・地道行雄の傘下に入る。地道は、同時に安藤組を傘下に収め、7月には北九州市の長畠組も傘下に収めた。これを契機に梶原は、地道を通じて田岡一雄に北九州市での力道山のプロレス興行実施を依頼（田岡は日本プロレス協会副会長だった）。田岡は直ぐに了承したが、これを知った草野が、梶原に対抗して北九州市で北原謙二の公演開催を企図する。
同年9月10日、山口組菅谷組・菅谷政雄組長が、北九州市小倉区に芦原興行社を設立。芦原興行社の事務所が、北九州市の暴力団・工藤組幹部・前田国政の経営する前田プロダクション事務所の真向かいにあったことから、工藤組は地道に抗議。工藤組からの抗議に地道は応じ、芦原興行社を北九州市から撤収させることを約束した。直ぐに地道は菅谷を地道組事務所に呼び出し、菅谷政雄に「芦原興行社の看板を下ろすように」と指示。両者が口論となったものの、最終的には菅谷が代紋入りの看板を下ろすという地道の指示を額面通りに行っただけで、興行社の事務所は機能したままキャバレーなどでのショーをプロデュースすることが続いた。このため工藤組組員らが、芦原興行社に乗り込み芦原章男と睨み合いになったりしている。
草野組の企図した「北原謙二ショー」は10月1日に開催されたが、閉演後にショーの警備要員として応援に来ていた石松組組員が、梶原組組員に銃撃され重傷を負う。福岡県警は、梶原組と草野組の暴力団抗争に備えて、700人の警察官を動員して警戒に当たった。山口組は組員200人を北九州市に派遣し、その際やって来た菅谷組若頭・上田亨と前田の間で話し合いが持たれたものの決裂。10月21日には梶原組が、山口組の応援を受けて力道山のプロレス興行を開催している。

## 抗争事件
10月29日夜に前田ら工藤組組員が芦原興行社に殴り込みをかけ、芦原興行社の組員に暴行。これに対して、11月28日に菅谷組組員2人が、北九州市小倉区のクラブ「美松」前で前田国政を射殺。2人は12月1日に逮捕された。
12月8日夜には工藤組組員・坂下繁貴らが、芦原興行社組員と勘違いして安藤組組員2人を拉致。坂下らは、北九州市紫川の河川敷で2人を石で撲殺し遺体を紫川に遺棄。翌9日午前8時半頃に小倉区区役所職員が、小倉区北方幸町の紫川新地井ゼキの下流約20メートルで、2人の遺体を発見した。

## 抗争事件後
事が、ともに山口組幹部だった地道と菅谷の確執にも一因があったことから、田岡は地道を説得した上で大野会・大野鶴吉会長に工藤組との手打ち交渉を依頼。一方、菅谷に対しては山口組山健組・山本健一組長が説得に乗り出した。12月21日の田岡邸の新築祝いの席上、地道と菅谷が和解し、田岡は両者への処分を見送っている。
山口組と工藤組の手打ち式は、12月24日に別府市で行われた。仲介人は大野鶴吉、盃人は津村和麿。立会人は、工藤組側が竹田辰一で、山口組側が前山真砂好だった。山口組からは舎弟頭・松本一美、地道行雄、菅谷政雄、山本健一ら15人が出席した。工藤組からは松岡武ら15人が出席した。